# Rats (film, 2003)
 (août 2014).
Si vous disposez d'ouvrages ou d'articles de référence ou si vous connaissez des sites web de qualité traitant du thème abordé ici, merci de compléter l'article en donnant les références utiles à sa vérifiabilité et en les liant à la section « Notes et références ».
Pour les articles homonymes, voir Rat (homonymie).
Pour plus de détails, voir Fiche technique et Distribution.
Rats est un film d'horreur américain réalisé par Tibor Takacs en 2002.

## Synopsis
Admise comme malade suicidaire dans un hôpital psychiatrique privé, la journaliste Jennifer Lawrence n'y tient pas vraiment le scoop qu'elle recherchait, mais une situation bien plus grave encore arrive : des rats particulièrement agressifs présents dans les sous-sols de l'établissement, des véritables mutants cannibales nés d'expériences sur le cerveau humain. Et, loin de rester au fond de leur repaire, les rats montent à la surface, féroces, enragés et affamés.

## Distribution
- Sara Downing : Jennifer Lawrence
- Bailey Chase
- Michael Hagerty
- Denise Dowse (en)
- Sean Cullen
- Ron Perlman (VF : Patrick Préjean) : Dr William Winslow
- Eileen Grubba

## Erreur
Sur le dos de la jaquette, dans le résumé, le nom de la journaliste est Samantha, mais dans le film, elle se nomme Jennifer.
Comme il est précisé ci-dessus, en fait, dans le film, le personnage féminin principal, qui est journaliste en réalité, se fait nommer Samantha lors de son admission à l'hôpital alors que son prénom réel est Jennifer.
Le film est sorti en 2002 , alors que sur le verso de la jaquette d'une édition française en DVD, Act'C-ESI, il est annoncé que le film date de 1995.
Il en est de même pour la durée du film, sur cette même édition dvd, Elle est annoncée à 128 minutes, contre 88 minutes.